# 1571
1571 (MDLXXI) je bilo navadno leto, ki se je po julijanskem koledarju začelo na ponedeljek.

## Dogodki
- Turki zavzamejo beneški Ciper in španski Tunis.

## Rojstva
- 27. januar - Abas I. Veliki, perzijski šah dinastije Safavidov († 1629)
- 9. december - Adriaan Metius, nizozemski matematik, astronom († 1638)
- 27. december - Johannes Kepler, nemški astrolog, astronom, matematik († 1630)
- - Frederick de Houtman, nizozemski raziskovalec, pomorščak († 1627)